# Tarnai Katalin
Tarnai Katalin (Vésztő, 1952. március 15. –) magyar bemondó, szerkesztő, riporter, műsorvezető, tanár.

## Életpályája
Vésztőn született. A nyíregyházi Zrínyi Ilona Gimnáziumban matematika-fizika tagozatra járt, közben énekelt az iskolai klub zenekarával. Textiltervezőnek készült. Egy évig képesítés nélkül tanított értelmi fogyatékos gyerekeket. Diplomáit a Bárczi Gusztáv Gyógypedagógai Tanárképző Főiskola logopédia szakán és a Bessenyei György Tanárképző Főiskola matematika szakán szerezte. Logopédiát Montágh Imrénél tanult, nála írta szakdolgozatát is. Gyógypedagógusként dolgozott, majd tanított a Gyógypedagógiai Főiskolán matematikai módszertant. A Tankönyvkiadónál szerkesztői állását váltotta fel a televíziós bemondói-szerkesztői munkával. 1979-ben került a Magyar Televízióhoz, ahol bemondóként, 1983. szeptember 23-án láthatták először a tévénézők. Közreműködött A nyelv világa, a Kézenfogva, a Kalendárium, az Önök kérték (riportok), a Tévémagiszter, a Csak ülök és mesélek, A Hét, a Regionális Híradó, a Welcome to Hungary, a Gazdatévé, a Vallási Szerkesztőség, a Reggel, az Aranyfüst, a Sírjaik hol domborulnak?, az Átjáró című műsorokban és a Híradóban.
2004-óta Balatonfüred arácsi városrészében él. A helyi kulturális élet, valamint civil szervezetek aktív tagja, tevékenyen részt vesz az Arácsért Alapítvány munkájában is. Helytörténettel is foglalkozik, több kötete jelent meg Arácsról.

## Könyvei
- 10 éves az Arácsért Közhasznú Alapítvány (Balatonfüred-Veszprém, 2013)[1]
- Tarnai Katalin "Emlékeink Arácsa" című könyve 2019-ben jelent meg. Riportjai, írásai 2014-15-ben készültek.[2]

## Filmográfia
Jelentősebb önálló kisfilmjei (szerkesztőként, riporterként):
- A kristálytükör meghasadt
- Glasgow, Speciális Olimpia
- Nők a történelemben – sorozat Lovas Györggyel közösen szerkesztve
- Kedvesnővérek
- Portré Szabó Vilmos Béla evangélikus lelkészről
- Caritas – Kárpátalja
- Tavaszi emlékhadjárat – közép Európa legnagyobb katonai hagyományőrző rendezvénye

## Díjai, elismerései
- I. díj (Az első televíziós dokumentumfilm-szemle - ismeretterjesztő kategória) (Reménytelenül...)
- Balatonfüred Kultúrájáért-díj (2017)[3]